# Trinidad e Tobago ai XXIV Giochi olimpici invernali
Trinidad e Tobago ha partecipato ai XXIV Giochi olimpici invernali, che si sono svolti dal 4 al 20 febbraio 2022 a Pechino in Cina, con una delegazione di 3 atleti impegnati in una disciplina, il bob.
La delegazione trinidadiana mancava ai giochi olimpici invernali da vent'anni.
Portabandiera della cerimonia inaugurale è stato Andre Marcano.

## Delegazione
La delegazione trinidadiana alle olimpiadi invernali di Pechino era composta da 3 atleti che hanno gareggiato in uno sport.
| Sport  | Uomini | Donne | Totale |
| ------ | ------ | ----- | ------ |
| Bob    | 3      | 0     | 3      |
| Totale | 3      | -     | 3      |

## Risultati

### Bob
| Atleta                                | Evento             | 1ª manche | 1ª manche | 2ª manche | 2ª manche | 3ª manche | 3ª manche | 4ª manche       | 4ª manche       | Totale          | Totale          |
| Atleta                                | Evento             | Tempo     | Pos.      | Tempo     | Pos.      | Tempo     | Pos.      | Tempo           | Pos.            | Tempo           | Pos.            |
| ------------------------------------- | ------------------ | --------- | --------- | --------- | --------- | --------- | --------- | --------------- | --------------- | --------------- | --------------- |
| Axel Brown Andre Marcano Shakeel John | Bob a due maschile | 1'00"81   | 28ª       | 1'00"89   | 27ª       | 1'00"86   | 28ª       | Non qualificati | Non qualificati | Non qualificati | Non qualificati |

Brown ha disputato tutte e tre le manche. La squadra è stata completata da Marcano nelle prime due discese e da John nella terza.